# Flavio Medina
Flavio Medina Laisequilla (ur. 19 kwietnia 1978 w Meksyku) – meksykański aktor telewizyjny i filmowy.

## Wybrana filmografia
- 2010: Hidalgo – ocean ognia jako Mariano
- 2012: Nieposkromiona miłość jako Alonso Lazcano
- 2013: Quiero amarte jako César Montesinos Ugarte
- 2014-2015: Yo no creo en los hombres jako Daniel Santibáñez
- 2016: Yago jako Lucio Sarquis

## Nagrody i nominacje
| Rok  | Nagroda            | Kategoria                    | Film                      | Rezultat |
| ---- | ------------------ | ---------------------------- | ------------------------- | -------- |
| 2013 | Premios TVyNovelas | Najlepszy antagonista        | Yo no creo en los hombres | Wygrana  |
| 2015 | Premios TVyNovelas | Najlepszy aktor drugoplanowy | Nieposkromiona miłość     | Wygrana  |